# Бритавка
Брита́вка — село в Україні, у Чечельницькій селищній громаді Гайсинського району Вінницької області.

## Історія
У південній частині Гайсинського району, на межі з Одеською областю, на високому плато знаходиться подільська діброва. Рівний рельєф порізано балками. Тут розташоване село Бритавка.
Перші відомості про село відносяться до 1712 р. У 1712 р. серед лісів поселився втікач — кріпак Бритавченко. Він був першим поселенцем, у честь якого і названо поселення Бритавкою.
У 1713 р. на цій території поселилося ще 2 сім'ї — Осадчого Корнія та Чепурняка Григорія. Бритавченко був садоводом, розвів сади.
Земля, на якій засноване село, в 1712 р. належало графу Гудовичу, який жив тоді в Чечельнику. Граф тут, де зараз Бритавка, заснував економію і поставив управляючим Юсінського, який привіз сюди теслів, ковалів та інших спеціалістів, поселив їх біля економії.
Найбільше поселенців прибуло в Бритавку в 1810—1811 рр. Після смерті Гудовича земля стала власністю його родича — князя Орлова, що жив на той час у Парижі і приїжджав сюди 1 раз на рік, щоб перевірити справи в економії.
Як відгомін боротьби кріпаків проти панства, залишилися назви в лісах: «Сотникове», де вбитий козак із повстанців Кармелюка. Там Кармелюк втратив свого сотника, «Гунькова».
У 1928 р. почалася колективізація сільського господарства, внаслідок чого був заснований колгосп під назвою «Золотий колос», куди об'єдналося 28 господарств. Селяни усуспільнювали тягло та сільськогосподарський реманент. У колгоспі був один трактор під назвою «Фортзон», на якому працював трактористом Рябошапко Гавриїл Якимович. Головою колгоспу з 1928 по 1931 рр. був Рябошапко Данило Іванович. У 1931 р. був заснований ще один колгосп під назвою «Червоні Чумаки», головою якого був Драчинський Федір Данилович. Цей колгосп проіснував до 1934 р. У цьому колгоспі було об'єднано до 75 господарств. У ньому було 2 сівалки зернових і 1 бурякова. З 1930 по 1931 р. було організовано колгосп ім. Молотова, головою якого був Сібіковський Мирон. У цей колгосп було об'єднано 20 господарств.
У 1930—1931 рр. було засновано колгосп «Юнацьке поле», куди об'єдналося 15 господарств. Головою колгоспу був Подольський Захар Гаврилович.
У 1932 р. колгоспи «Золотий колос» та «Юнацьке поле», ім. Молотова об'єдналися в один колгосп ім. Чернявського, а в 1934 р. до них приєднався колгосп «Червоні Чумаки». Головою колгоспу до 1933 р. був Муха Василь Миронович, потім Глазков, Слободяник.
Колективізація в селі остаточно завершилася у 1936 р.
У 1937 р. колгосп носив назву «Ленінські Лани», головою був Покотило Василь Петрович.
З 1934 по 1937 рр. у колгоспі було орної землі 1800 га,60 га садів,10 га виноградників; інвентаря та техніки  — 156 плугів,180 борін,17 культиваторів,6 сівалок,5 тракторів, молотарка МК-100,комбайн «Комунар»,2 автомашини ГАЗ; поголів'я — 500голів овець,35 — корів, племінна свиноферма,120 коней,60 пар волів.
Село Бритавка було самостійною адміністративно-територіальною одиницею у складі Чечельницького району (до 2020 року)
Територія села та її межі визначаються державним актом інституту землеустрою Вінницького філіалу Української академії аграрних наук 23 червня 1993 р. та складається з одного населеного пункту Бритавка. У центрі села розміщується сільська рада, яка утворилася в 1920 р.
12 червня 2020 року, відповідно розпорядження Кабінету Міністрів України № 707-р «Про визначення адміністративних центрів та затвердження територій територіальних громад Вінницької області», село увійшло до складу Чечельницької селищної громади.
17 липня 2020 року, в результаті адміністративно-територіальної реформи і ліквідації Чечельницького району, село увійшло до складу Гайсинського району.

## Соціальний устрій
Територія сільської Ради налічує 5360,0 га в тому числі сільськогосподарських угідь — 1728,4 га, ріллі — 1427,9 га, земель запасу — 297,4 га, під присадибними ділянками — 245,53 га.
На території села є СЗШ І-ІІ ступенів
У селі функціонує будинок культури на 250 місць.
За Бритавським лісництвом рахується 3130,0 га землі. Неподалік від села розташований Бритавський ботанічний заказник.

## Населення

### Мова
Розподіл населення за рідною мовою за даними перепису 2001 року:
| Мова       | Кількість | Відсоток |
| ---------- | --------- | -------- |
| українська | 691       | 97.88%   |
| російська  | 11        | 1.56%    |
| вірменська | 3         | 0.42%    |
| румунська  | 1         | 0.14%    |
| Усього     | 706       | 100%     |

## Відомі особи

### Уродженці
- Іконников Володимир Миколайович (1946—2011) — український прозаїк та перекладач, член Національної спілки письменників України.